# رياضيات هندسية

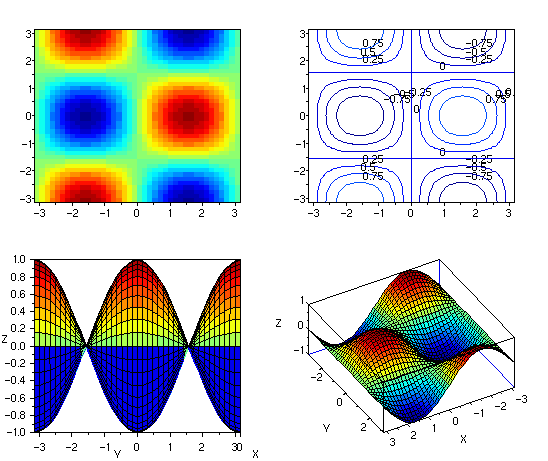

هندسة الرياضيات هي فرع من الرياضيات التطبيقية المتعلقة الطرق والأساليب الرياضية التي عادة ما تستخدم في الهندسة و الصناعة . جنبا إلى جنب مع مجالات مثل الفيزياء والهندسة و الجيولوجيا الهندسية ، وكلاهما قد تنتمي في أوسع فئة العلوم والهندسة ، والهندسة والرياضيات هي التخصصات موضوع بدافع احتياجات المهندسين على حد سواء ل عملية ، النظرية الاعتبارات وغيرها من المزارعة تخصصهم، والتعامل مع القيود لتكون فعالة في عملهم

## وصف
تاريخيا ، تألفت الرياضيات الهندسية في الغالب من التحليل التطبيقي ، وأبرزها: المعادلات التفاضلية . الحقيقي و تحليل مركب (بما في ذلك ناقلات و تحليل موتر )؛ نظرية التقريب (موسعة على نطاق واسع ، لتشمل الطرق المقاربة ، والتغيرات ، والاضطهاد ، والتمثيلات ، والتحليل العددي ) ؛ تحليل فورييه . نظرية محتملة . وكذلك الجبر الخطي والاحتمال المطبق خارج التحليل. هذه مجالات الرياضيات كانت مرتبطة ارتباطا وثيقا تطوير قوانين نيوتن في الفيزياء ، و الفيزياء الرياضية في تلك الفترة. ترك هذا التاريخ إرثًا أيضًا: حتى أوائل القرن العشرين ، كانت موضوعات مثل الميكانيكا الكلاسيكية تُدرَّس غالبًا في أقسام الرياضيات التطبيقية في الجامعات الأمريكية ، ولا تزال الميكانيكا السائلة تدرس في الرياضيات التطبيقية بالإضافة إلى الأقسام الهندسية. [1]
وقد أدى نجاح أساليب الكمبيوتر العددية الحديثة والبرمجيات إلى ظهور الرياضيات الحسابية ، العلوم الحاسوبية ، و الهندسة الحسابية (الاثنين الماضي وجمعها معا في بعض الأحيان وكما يختصر CS & E )، والتي تستخدم في بعض الأحيان الحوسبة عالية الأداء ل محاكاة الظواهر وحل المشكلات في العلوم والهندسة. هذه تعتبر في كثير من الأحيان مجالات متعددة التخصصات ، ولكنها أيضا ذات أهمية للهندسة الرياضيات. [2]
وتشمل الفروع المتخصصة الأمثل الهندسة و الإحصاء الهندسي .تتكون الرياضيات الهندسية في التعليم العالي عادة من مناهج وطرق رياضية .